# André Jousseaume
André Jousseaume (Yvré-l'Évêque, 27 de julho de 1894 - Chantilly, 26 de maio de 1960) foi um adestrador francês, bicampeão olímpico.

## Carreira
André Jousseaume representou seu país nos Jogos Olímpicos de 1932, 1936, 1948 e 1952, na qual conquistou a medalha de ouro no adestramento por equipes em 1932 e 1948, e prata em 1936, no adestramento individual prata em 1948 e bronze em 1952.